# Tove Olsoni-Nilsson
Tove Olsoni-Nilsson, född 24 augusti 1921 i Helsingfors, död där 19 mars 2005, var en finländsk bokhandlare. Hon ingick 1945 äktenskap med Nils Nilsson. 
Olsoni, som var dotter till bokhandlare Eric Olsoni och Bertha Levin, genomgick åttaklassigt läroverk och bedrev studier i London, Paris, Amsterdam, Bryssel, Leningrad och Stockholm. Hon var anställd vid Scheinins antikvitetshandel 1939–1941, vid Nordiska antikvariska bokhandeln från 1942 och var innehavare av denna bokhandel från 1966. Hon skrev radiohörspel och kåserier samt bedrev journalistik om film, teater och mode.